# Philippinische Fußballnationalmannschaft
Die philippinische Fußballnationalmannschaft (Filipino Pambansang koponan ng futbol ng Pilipinas) untersteht der Philippine Football Federation (PFF), dem führenden Verband im philippinischen Fußball.

## Geschichte
Obwohl sie eines der ersten asiatischen Länder mit einer Fußballnationalmannschaft waren (ihr erstes Spiel, ein Heimspiel, fand am 31. Januar 1913 gegen China statt), hatten die Philippinen international gesehen nie einen maßgeblichen Erfolg. Der philippinischen Mannschaft ist es bisher noch nicht gelungen, sich für eine Fußball-Weltmeisterschaft zu qualifizieren. 2019 nahm die Mannschaft erstmals an einer Fußball-Asienmeisterschaft teil.
Zurzeit belegen sie in der FIFA-Rangliste den 120. Platz von 209 Ländern (2016) und sind somit eine der schwächeren Mannschaften. Dennoch ist eine Aufwärtstendenz erkennbar, unter anderem auch durch den deutschen Trainer Michael Weiß, der viele neue Spieler unter anderem aus Europa und Nordamerika rekrutierte. Nach 2002 nahmen die Philippinen nicht an den Qualifikationen für die Weltmeisterschaften 2006 in Deutschland und 2010 in Südafrika teil, um sich mehr auf die Nachwuchsförderung und auf regionale Turniere, wie z. B. die Südostasienspiele, zu konzentrieren. In der Qualifikation für die WM 2014 in Brasilien ist die Mannschaft in der zweiten Runde an Kuwait gescheitert. Dennoch wurde zum ersten Mal in der Geschichte des philippinischen Fußballs ein WM-Qualifikationsspiel gewonnen: Am 3. Juli 2011 siegten die Azkals gegen die Auswahl von Sri Lanka mit 4:0.
Seit dem Qualifikationserfolg von 2012 im AFC Challenge Cup entwickelt sich der Fußball auf den Philippinen stetig. Die Hauptursache für den Mangel an Erfolg ist, dass Fußball auf den Philippinen keine Hauptsportart wie in den meisten europäischen Ländern ist. Der bevorzugte Sport der Filipinos ist Basketball. Dennoch ist Fußball auf den Philippinen sehr beliebt und wird von vielen Menschen in Barotac Nuevo, Negros Occidental, Mindanao und in der Provinz Iloilo gespielt. Durch die sportlichen Erfolge der Mannschaft und den gesteigerten Bekanntheitsgrad der Spieler durch Werbung ist der Fußball auf den Philippinen so populär wie noch nie. Durch den Sieg des Philippine Peace Cups 2012 gelang es den Philippinen den ersten Pokal überhaupt zu gewinnen, auch wenn an diesem Turnier keine der großen Mannschaften Asiens teilgenommen hat.
Paulino Alcántara (1896–1964), der lange beim FC Barcelona spielte, ist der berühmteste Fußballspieler der Philippinen. Sein Vater war spanischer Offizier und seine Mutter stammte aus Iloilo City, wo er auch geboren wurde. Er bestritt für den FC Barcelona 357 Spiele, in denen er 369 Tore erzielte.
Über den deutschen Scout und offiziellen Consultant des philippinischen Verbands PFF (2008–2011), Paul Weiler, wurde der Deutsche Michael Weiß von 2011 bis 2014 Nationaltrainer der Philippinen. Seit 2010 sucht der philippinische Verband vermehrt in europäischen Ligen nach möglichen Kandidaten für die Nationalmannschaft. Durch Weiler konnten einige „Azkals“-Spieler in Europa für die Mannschaft gescoutet werden (unter anderem Dennis Cagara, Jerry Lucena, Roland Müller, Ray Jónsson, Patrick Reichelt). Neben vielen unterklassigen Debütanten konnten 2011 auch erfahrene Spieler, wie zum Beispiel Stephan Schröck, für die Nationalmannschaft gewonnen werden.

## Teilnahme an der Fußball-Weltmeisterschaft
- 1930 bis 1962 – nicht teilgenommen
- 1966 – von der FIFA suspendiert, weil das Land für die notwendigen Kosten nicht aufkommen konnte
- 1970 bis 1994 – nicht teilgenommen
- 1998 und 2002 – nicht qualifiziert
- 2006 und 2010 – nicht teilgenommen
- 2014 bis 2026 – nicht qualifiziert

## Teilnahme an der Fußball-Asienmeisterschaft
- 1956 bis 1968: nicht qualifiziert
- 1972 und 1976: nicht teilgenommen
- 1980 und 1984: nicht qualifiziert
- 1988 und 1992: nicht teilgenommen
- 1996: disqualifiziert, weil mit dem US-Amerikaner Mark Yutan ein nicht teilnahmeberechtigter Spieler eingesetzt wurde.
- 2000: nicht qualifiziert
- 2004 und 2007: nicht teilgenommen
- 2011 und 2015: nicht qualifiziert
- 2019: Vorrunde
- 2024: nicht qualifiziert

## Teilnahmen an derFußball-Südostasienmeisterschaft
- 1996 – Vorrunde
- 1998 – Vorrunde
- 2000 – Vorrunde
- 2002 – Vorrunde
- 2004 – Vorrunde
- 2007 – Vorrunde
- 2008 – nicht qualifiziert
- 2010 – Halbfinale
- 2012 – Halbfinale
- 2014 – Halbfinale
- 2018 – Halbfinale
- 2021 – Vorrunde
- 2022 – Vorrunde
- 2024 – Halbfinale

## AFC Challenge Cup
- 2006 – Vorrunde
- 2008 – nicht qualifiziert
- 2010 – nicht qualifiziert
- 2012 – Dritter
- 2014 – Zweiter

## Bisherige Trainer
- Alan Rogers (1962–1963)
- Danny McLennan (1963)
- Carlos Cavagnaro (1989)
- Eckhard Krautzun (1991–1992)
- Noel Casilao (1993–1996)
- Juan Cutillas (1996–2000)
- Rodolfo Alicante (2000)
- Masataka Imai (2001)
- Sugao Kambe (2002–2003)
- Jose Ariston Caslib (2004–2007)
- Norman Fegidero (2008)
- Juan Cutillas (2008–2009)
- Jose Ariston Caslib (2009)
- Des Bulpin (2009–2010)
- Simon McMenemy (2010)
- Michael Weiß (2011–2014)
- Thomas Dooley (2014–2018)
- Scott Cooper (2018)
- Sven-Göran Eriksson (2018–2019)
- Scott Cooper (2019)
- Goran Milojević (2019)
- Scott Cooper (2020–2022)
- Thomas Dooley (2022)
- Josep Ferré (2022–2023)
- Barae Jrondi (2023)
- Michael Weiß (2023–2024)
- Tom Saintfiet (2024)
- Norman Fegidero (2024)
- Albert Capellas (seit 2024)